# Jagdstaffel 24

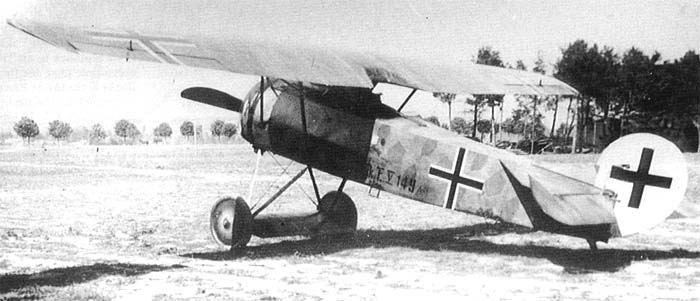
Fokker D.VIII

Jagdstaffel 24 – Königlich Sächsische Jagdstaffel Nr. 24 – Jasta 24s jednostka lotnictwa niemieckiego Luftstreitkräfte z okresu I wojny światowej.

## Informacje ogólne
Jednostka została utworzona w Mörchingen w październiku 1916 roku w trakcie reorganizacji lotnictwa niemieckiego. Od momentu utworzenia do końca marca 1917 roku jednostka była przydzielona do 1 Armii, a od 1 kwietnia 1917 do 18 Armii.
Jasta 24 należała do założonej 4 marca 1918 roku Jagdgruppe 12. W jej skład wchodziły Jagdstaffel 79, Jagdstaffel 44, Jagdstaffel 42.
Eskadra walczyła przede wszystkim na samolotach Albatros D.II, Albatros D.III i Fokker E.V. Od 2 października 1918 roku eskadra była wyposażona także w samoloty Pfalz D.XII.
Jasta 24 w całym okresie wojny odniosła ponad 91 zwycięstw nad samolotami nieprzyjaciela. W okresie od lutego 1917 do listopada 1918 roku jej straty wynosiły 7 zabitych w walce, 2 zabitych w wypadkach lotniczych, 5 rannych oraz 1 w niewoli.
Łącznie przez jej personel przeszło 7 asów myśliwskich:
Heinrich Kroll (28), Friedrich Altemeier (21), Fritz Thiede (5), Kurt Ungewitter (5), Wolfgang Güttler (4), Hasso von Wedel (3), Alwin Thurm (1).

## Dowódcy eskadry
| Stopień   | Nazwisko             | Okres                   |
| --------- | -------------------- | ----------------------- |
| Porucznik | Konstantin von Braun | 01.11.1916 – 26.06.1916 |
| Porucznik | Heinrich Kroll       | 29.07.1917 – 17.10.1917 |
| Porucznik | Rudolf Hepp          | 17.10.1917 – 06.11.1917 |
| Porucznik | Heinrich Kroll       | 06.11.1917 – 11.04.1918 |
| Porucznik | Rudolf Hepp          | 11.04.1918 – 02.05.1918 |
| Porucznik | Heinrich Kroll       | 02.05.1918 – 14.08.1918 |
|           |                      | 14.08.1918 – 21.08.1918 |
| Porucznik | Hasso von Wedel      | 21.08.1918 – 11.11.1918 |